# ZTE

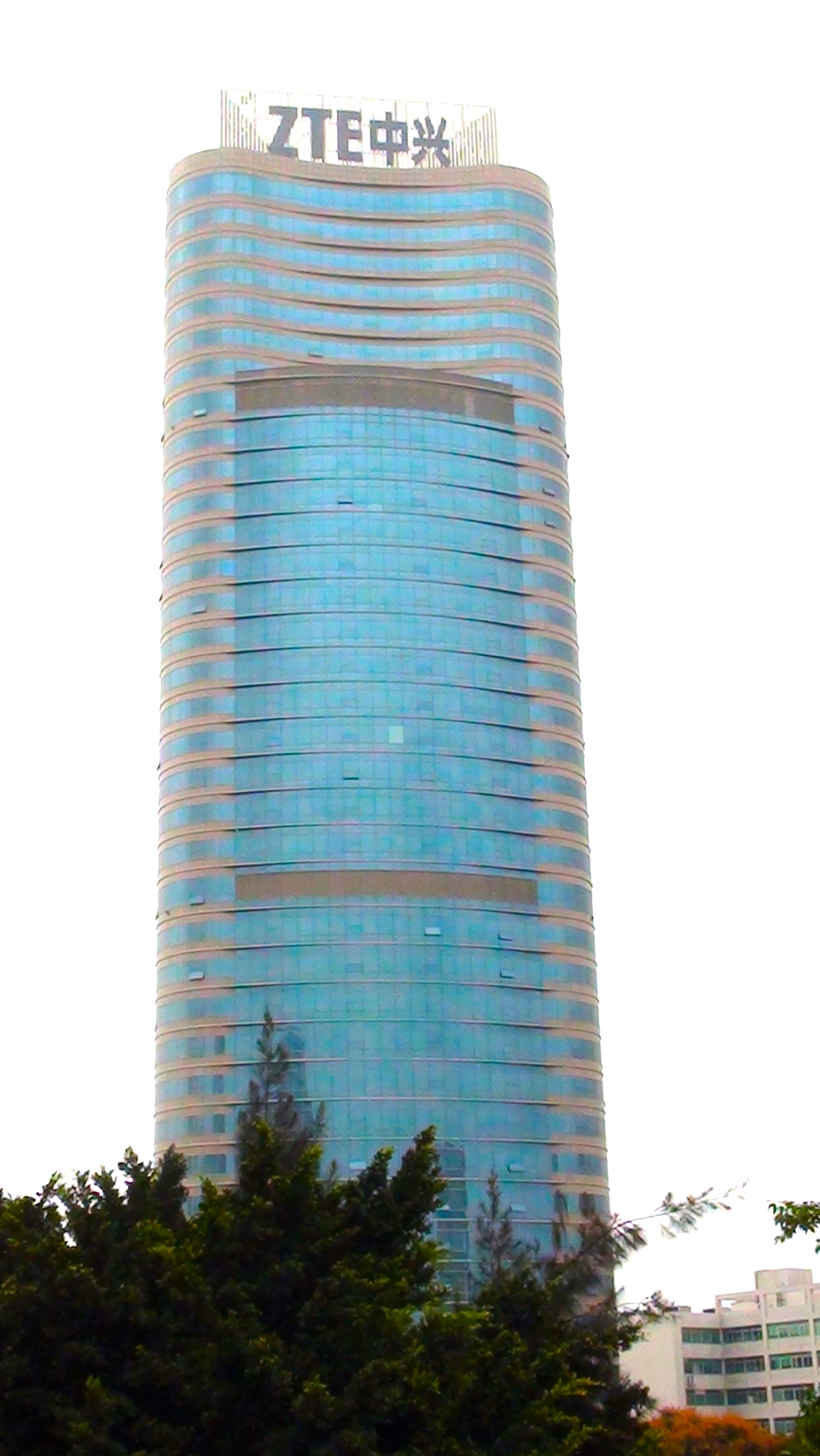
De ZTE-toren in Shenzhen.

ZTE Corporation (voorheen Zhongxing Telecommunication Equipment Corporation) is een Chinese multinational op het gebied van telecommunicatie.

## Activiteiten
ZTE is een Chinese producent van telecommunicatieapparatuur en is vergelijkbaar met Europese bedrijven als Nokia en Ericsson. ZTE was in 2011 wereldwijd de vierde producent van mobiele telefoons en de vijfde op het gebied van telecomonderdelen. Het hoofdkantoor is gevestigd in Shenzhen.
In 2017 behaalde het een omzet van RMB 109 miljard. Iets meer dan 60% van de omzet werd gerealiseerd in de Chinese thuismarkt. De activiteiten zijn verdeeld over drie onderdelen: Carrier’s Networks, Government and Corporate Business en Consumer Business. De leveringen aan telefoonmaatschappijen is met bijna 60% van de totale omzet de belangrijkste activiteit. Directe leveringen aan de consument, van bijvoorbeeld mobiele telefoons, maakten een derde van de omzet uit in 2017.
In 2017 telde het bedrijf 75.000 medewerkers waarvan 29.000 in Onderzoek & Ontwikkeling (R&D). Per jaar geeft het bedrijf zo’n 12% van de omzet uit aan R&D.

## Geschiedenis
Het bedrijf werd in 1985 opgericht vanuit een groep staatsbedrijven die gelieerd waren aan het Chinese ministerie van luchtvaart. In november 1997 kreeg het een beursnotering naar de Shenzhen Stock Exchange op het Chinese vasteland en in december 2004 volgde een notering op de Hong Kong Stock Exchange.

### Strafmaatregelen VS
In 2017 kreeg ZTE een grote boete. Volgens het Amerikaanse ministerie van Justitie heeft het bedrijf zich schuldig gemaakt aan het illegaal verschepen van apparatuur naar Iran. Het Chinese telecombedrijf betaalde in een schikking US$ 892 miljoen (843 miljoen euro) boete.
In april 2018 volgde een Amerikaans exportverbod naar ZTE. Het bedrijf heeft zich niet aan de voorwaarden van de schikking gehouden en Amerikaanse bedrijven, zoals chipfabrikanten Qualcomm en Intel en Google Inc., mogen zeven jaar lang ZTE geen onderdelen leveren. ZTE heeft werknemers die betrokken waren bij de illegale handel met Iran en Noord-Korea niet gestraft en gelogen tegen de Amerikaanse autoriteiten. De handel in de aandelen ZTE is stilgelegd. In mei 2018 heeft ZTE een deel van de productie stilgelegd vanwege deze Amerikaanse sancties. De Chinese fabrikant heeft nog genoeg geld om aan zijn financiële verplichtingen te voldoen, maar mist essentiële onderdelen om te productie te continueren.